# Thijs Zonneveld

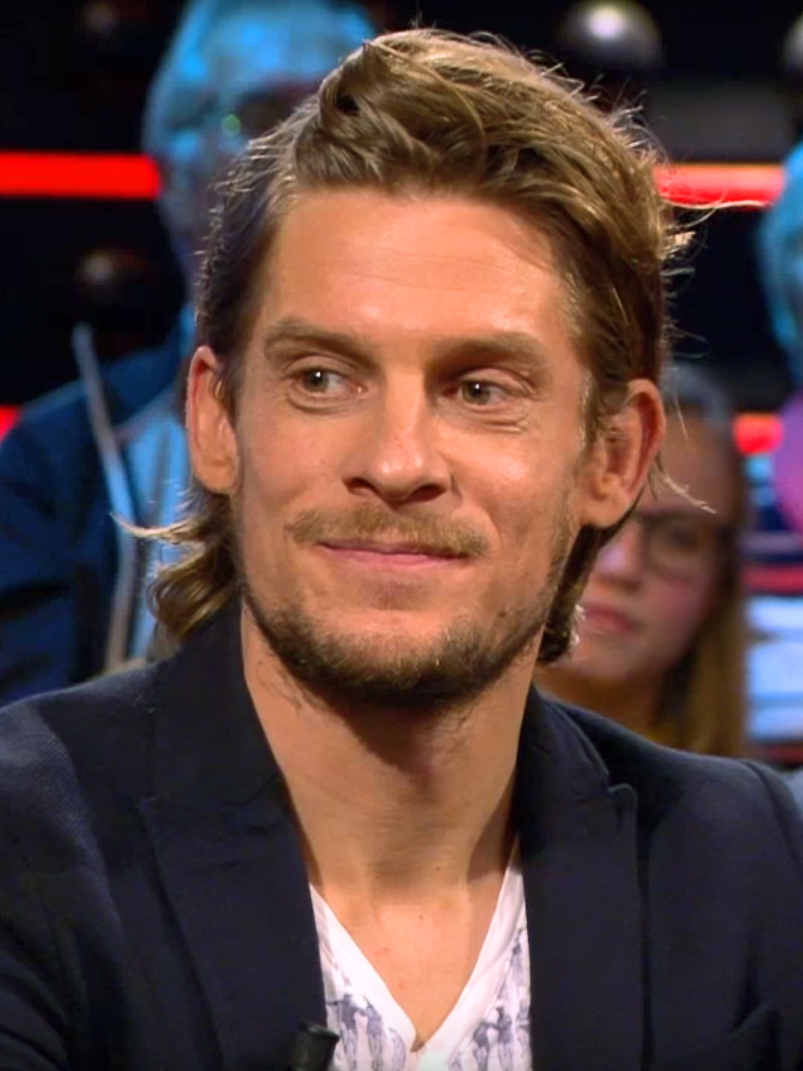
Thijs Zonneveld, 2017

Thijs Zonneveld (* 28. September 1980 in Leiden) ist ein niederländischer Sportjournalist und ehemaliger Radrennfahrer. 
Von 2003 bis 2007 war Thijs Zonneveld als Profi-Rennfahrer tätig. 2002/03 fuhr er im Team Tegeltoko, 2004/05 für die französische Amateurmannschaft AVC Aix-en-Provence, 2006 für Camargo Roper und 2007 im Marco Polo Cycling Team. Sein größter Erfolg war 2004 der Sieg bei den Cinq jours des As de Provence.
Schon vor seiner Profi-Laufbahn hatte Zonneveld von 1998 bis 2004 ein Studium des Internationalen Rechts in Amsterdam absolviert. Nach Beendigung seiner Radsport-Karriere wurde er als Journalist tätig. Seit 2008 arbeitet er unter anderem als Kolumnist für die niederländische Website nu.nl. 2008 wurde er zum Journalisten des Jahres gewählt. Eine große Medienresonanz erregte im August 2011 sein scherzhaft gemeinter Vorschlag, in den Niederlanden einen Berg aufzuschütten, damit Sportler bessere Trainingsmöglichkeiten hätten.

## Schriften
- Dit is onze tijd, 2008
- De ereronde van de eland, 2010
- Koos, Kenny en Johnny, 2010
- Wilco Kelderman BEstaat niet, 2014
- Thomas Dekker. Mijn Gevecht. 2016